# Kinect Sports: Season Two
Kinect Sports: Season Two é uma sequência do Kinect Sports co-desenvolvido pela Rare e BigPark, e publicado pela Microsoft Studios. Foi revelado na Microsoft Conference da E3 2011 para Kinect e lançado em outubro de 2011. O jogo adiciona seis novos esportes e controle de voz. Assim como o jogo anterior, ele requer o sensor Kinect. Junto com seu antecessor Kinect Sports, ele foi lançado no pacote Kinect Sports Ultimate Collection em 18 de setembro de 2012 com conteúdo bônus adicional e esportes extras na segunda temporada adicionados, basquete, golfe e esqui.

## Jogabilidade
Kinect Sports: Season Two consiste em seis esportes que podem ser acessados no menu principal, que podem ser jogados em modo solo ou multijogador: golfe, dardos, beisebol, esqui, tênis e futebol americano. Os jogos são controlados pelo sensor Kinect da Microsoft, que permite aos jogadores controlar o jogo por meio de gestos e reconhecimento de voz sem a necessidade de nenhum controlador de jogo físico. O jogador controla os esportes imitando como eles são praticados na vida real, sem o equipamento que normalmente está associado a eles; por exemplo, balançando os braços como se estivesse segurando um taco de golfe ou chutando para marcar um gol de campo no futebol americano. A tecnologia de comando de voz do Kinect é utilizada com mais frequência do que no antecessor do jogo, Kinect Sports, com o jogo contendo mais de 300 comandos de voz.
A Rare mostrou a jogabilidade de dois jogadores do jogo de futebol americano, onde um usuário controla o quarterback e outro o recebedor durante o jogo. O jogador imita o lançamento de uma bola de futebol em direção ao recebedor, onde a outra pessoa imita a captura. Um teste de field goal foi demonstrado durante a Electronic Entertainment Expo (E3), que permitiu ao usuário tentar chutar um field goal completando um movimento de chute. No golfe, o jogador pode usar comandos de voz para trocar de taco sem precisar ir até um menu e balançar as mãos como se estivesse segurando um taco. O jogo apresenta competição Xbox Live e permite que os jogadores desafiem uns aos outros em modos multijogador.

## Música
Kinect Sports: Temporada 2 inclui 74 músicas em sua trilha sonora incluindo músicas populares licenciadas de gravadoras, bem como seu próprio tema exclusivo "Take it Back", composto pelo compositor britânico Robin Beanland. O tema principal, "Take it Back", é tocado no menu principal, bem como em muitas formas remixadas diferentes para o menu de cada esporte

## Recepção
A Microsoft demonstrou golfe e futebol americano na E3 2011. A reação das demonstrações de golfe foi positiva; Tom Hoggins do The Daily Telegraph chamou o jogo de golfe de "diversão excelente" e afirmou que o jogo no geral parecia "uma versão altamente refinada e mais completa do primeiro jogo". A demonstração de futebol americano foi sujeita a reações mais mistas. Peter Eykemans, do IGN, elogiou a sensibilidade do Kinect em relação ao seu chute de field goal perdido, observando que, assim como ele acidentalmente chutou o chão na vida real, seu avatar também falhou em acertar a bola de futebol corretamente no jogo. Tom McShea, da GameSpot, expressou preocupações com a demonstração do futebol americano na E3, notando como as tentativas do demonstrador de lançar para o receptor no jogo multijogador, na maioria das vezes, falharam em funcionar corretamente.
Após o lançamento, o jogo recebeu avaliações "médias" de acordo com o site de agregação de avaliações Metacritic.
Common Sense Media deu ao jogo quatro estrelas de cinco, dizendo: "Talvez o mais importante, Kinect Sports: Season Two é um treino tão grande quanto o original. Jogue por duas horas e você queimará algumas centenas de calorias e acordará com músculos rígidos pela manhã. Deve funcionar como uma maneira divertida e saudável para as famílias passarem dias ativos em ambientes fechados quando o clima não estiver cooperando." However, Digital Spy deu três estrelas de cinco, chamando-o de "um caso de um passo à frente e um passo para trás. Jogos como dardos, golfe, beisebol e esqui são intuitivos [e] responsivos e fazem minijogos maravilhosos controlados por movimento, enquanto o futebol americano e o tênis são mal executados e oferecem pouco em termos de diversão." Metro da mesma forma, deu a ele uma pontuação de seis em dez, dizendo que era "Ainda o melhor jogo de festa no Kinect, mas os novos esportes são uma mistura e os controles de movimento continuam tão inconsistentes como sempre."

## Ligações Externas
- Kinect Sports: Season Two no Xbox Marketplace
- Kinect Sports: Season Two na Rare
- Kinect Sports: Season Two no MobyGames